# Валенсия (Венесуэла)
Вале́нсия (исп. Valencia) — город на севере Венесуэлы. Столица и крупнейший город штата Карабобо.

## Население
Население — 830 тыс. жителей (1,3 млн в черте городской агломерации).

## География
Город расположен в 30 км от побережья Карибского моря (порт Пуэрто-Кабельо), в 125 км западнее Каракаса, на возвышенности в 11 км к западу от озера Валенсия.

## История
Город основан в 1555 году, с 1812 по 1830 год Валенсия была столицей Венесуэлы.
В 2018 году произошёл крупный пожар, унесший жизни 68 человек.

## Экономика
Крупный промышленный центр: машиностроение, химическая, фармацевтическая, пищевая промышленность.

## Транспорт
С 18 ноября 2006 года, в городе действует метрополитен.